# Elysium Planitia
Elysium Planitia är en region på planeten Mars som utgörs av en relativt jämn slätt nära ekvatorn. Så sent Området är bland annat känt som landningsplats för rymdsonden Insight. Regionen sträcker sig mellan latituderna -7.77° S och 11.40° N och longituderna 128.26° Ö och 179.11° Ö med ett centrum vid 2,98° N och 154,74° Ö. I öster gränsar området mot Amazonis Planitia, vilken är skild från Elysium genom Tartarus Montes, Tartarus Colles och Orcus Patera. I norr återfinns vulkanen Elysium Mons.
Det har mycket troligen flödat stora mängder vatten i området, något som dalgångar i området med spår av vattenerosion vittnar om, till exempel Athabasca Valles och Marte Vallis. Dalarna har sedan fyllts med vulkaniskt material. Plattliknande strukturer på Cerberus-slätten har på grund av sin likhet till packis på jorden gett upphov till en diskussion bland forskare om dalarna i Elysium Planitia skulle kunna vara fyllda av isrikt material. Flera olika undersökningar indikerar dock snarare att terrängen är av vulkanisk karaktär, bland annat verkar det saknas hydrerade mineraler och marken är fattig på väte.

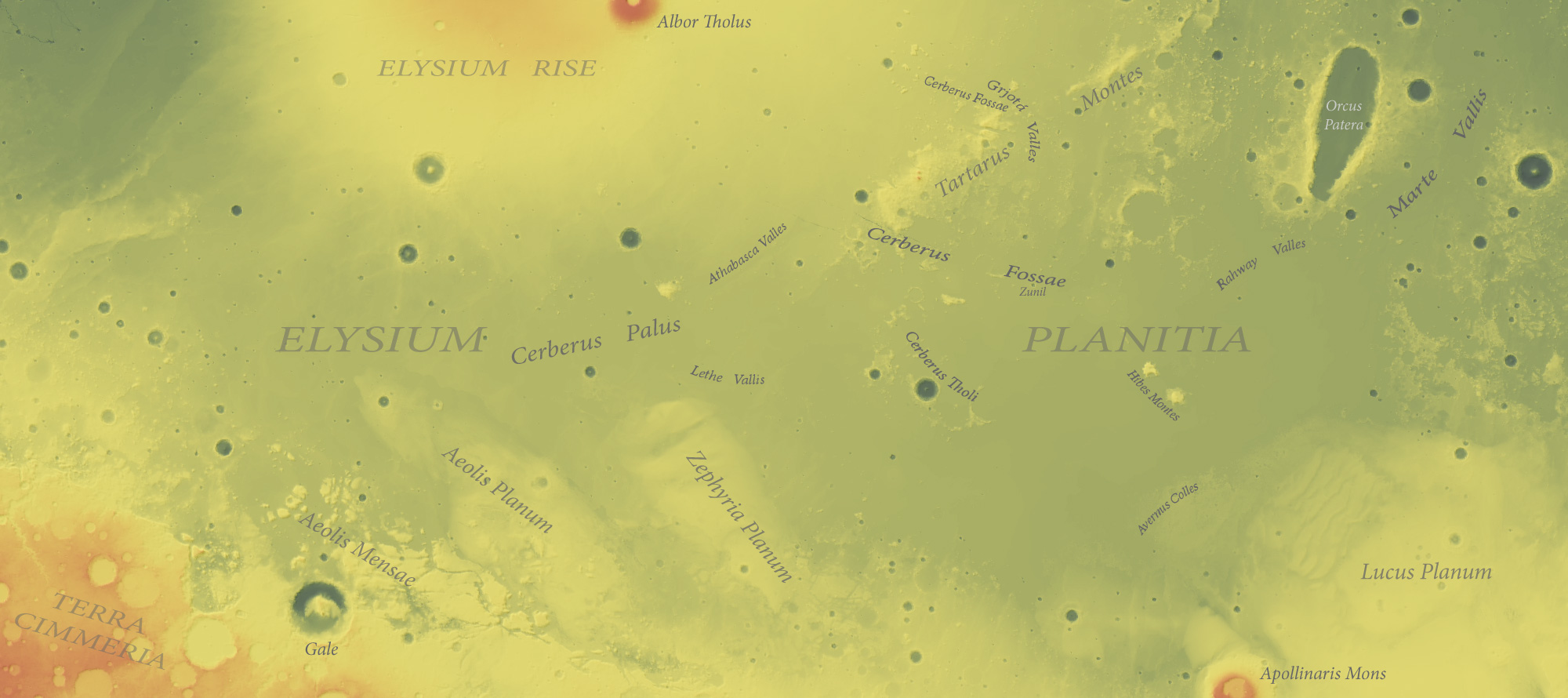
En topografisk karta över Elysium Planitia

I området återfinns flera rester av vulkanism i form av lavaflöden mellan 500 och 2,5 miljoner år gamla, vilket för Mars är mycket unga rester av vulkanism. Det finns även sköldvulkaner i området. Vulkanismen i området visar huvudsakligen tecken på effusion, men även explosiv vulkanism har förekommit.
En uppmärksammad geologisk struktur i Elysium Planitia är spricksystemet Cerberus Fossae. Från dessa sprickor har i många fall lava och olika lättflyktiga ämnen i regionen sitt ursprung. Det är även i närheten av Cerberus Fossae som sonden Insight har registrerat ett flertal seismiska händelser. Man tror även att Cerberus Fossae varit källan för det vatten som format Athabasca Valles, medan andra dalar i Elysium förmodligen har eroderats av vatten från andra källor.